# Port Gawler Conservation Park
Port Gawler Conservation Park är en park i Australien. Den ligger i delstaten South Australia, omkring 32 kilometer nordväst om delstatshuvudstaden Adelaide. Port Gawler Conservation Park ligger 7 meter över havet.
Trakten är glest befolkad. Närmaste större samhälle är Lewiston, omkring 16 kilometer nordost om Port Gawler Conservation Park.
Genomsnittlig årsnederbörd är 659 millimeter. Den regnigaste månaden är juni, med i genomsnitt 109 mm nederbörd, och den torraste är december, med 15 mm nederbörd.